# Ranunculus fibrillosus
Ranunculus fibrillosus är en ranunkelväxtart som beskrevs av C. Koch. Ranunculus fibrillosus ingår i släktet ranunkler, och familjen ranunkelväxter. Inga underarter finns listade i Catalogue of Life.